# NGC 3143
NGC 3143 је спирална галаксија у сазвежђу Хидра која се налази на NGC листи објеката дубоког неба.
Деклинација објекта је - 12° 34' 55" а ректасцензија 10h 10m 3,9s. Привидна величина (магнитуда) објекта NGC 3143 износи 14,3 а фотографска магнитуда 15,1. NGC 3143 је још познат и под ознакама MCG -2-26-33, PGC 29579.